# Eudynamys taitensis
Eudynamys taitensis là một loài chim trong họ Cuculidae.
Các loài sinh sản ở New Zealand, và di cư đến các hòn đảo ở phía tây nam Thái Bình Dương vào mùa đông.
Chim cu đuôi dài là một loại ký sinh nuôi dưỡng, đẻ trứng trong tổ của Mohoua ochrocephala, Mohoua albicilla, Mohoua novaeseelandiae. Trứng nở trước những con của vật chủ và chim con hất trứng của chủ ra khỏi tổ. Chim con có thể bắt chước tiếng kêu của chim con chủ tổ.